# آرتور دیکسون (بازیکن فوتبال، زاده ۱۸۷۹)
آرتور دیکسون (انگلیسی: Arthur Dixon؛ ۵ اکتبر ۱۸۷۹ – ۱۹۴۶ (۶۶ یا ۶۷ ساله)) بازیکن فوتبال اهل بریتانیا بود.
از باشگاه‌هایی که در آن بازی کرده‌است می‌توان به باشگاه فوتبال برنلی، باشگاه فوتبال برافورد پارک آونیو، باشگاه فوتبال تاتنهام هاتسپر و باشگاه فوتبال نلسون اشاره کرد.